# キバナイカリソウ
キバナイカリソウ（黄花錨草、学名：Epimedium koreanum ）は、メギ科イカリソウ属の多年草。

## 特徴
高さは30-60cm。葉は、3枚の小葉が2回、計9枚つく2回3出複葉である。小葉の形は卵形～狭卵形で先端はとがり、縁は刺状の毛がある。花期は4-5月で、葉の下側に淡黄色の4枚の花弁が距を突出し錨のような特異な形をした花を咲かせる。花弁の長さは7-8mm、距の長さは20-24mmになる。

## 分布と生育環境
日本では、北海道、近畿以北の日本海側に、アジアでは朝鮮半島に分布し、山地の林床、林縁に生える。

## 近縁種
- イカリソウ（錨草、学名：Epimedium grandiflorum var. thunbergianum ）
- トキワイカリソウ（常盤錨草、学名： Epimedium sempervirens ）
- バイカイカリソウ（梅花錨草、学名： Epimedium diphyllum ）

## ギャラリー

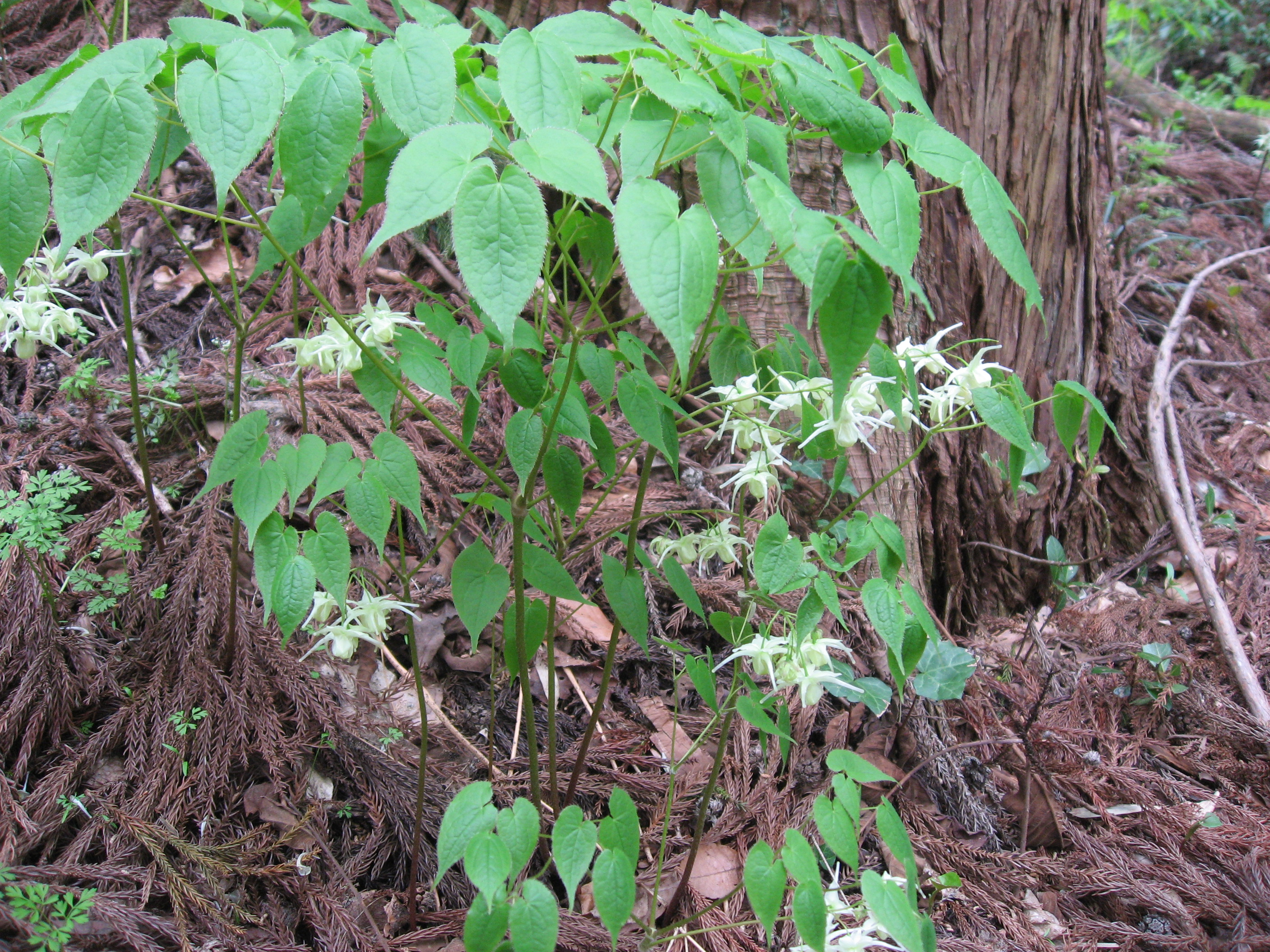
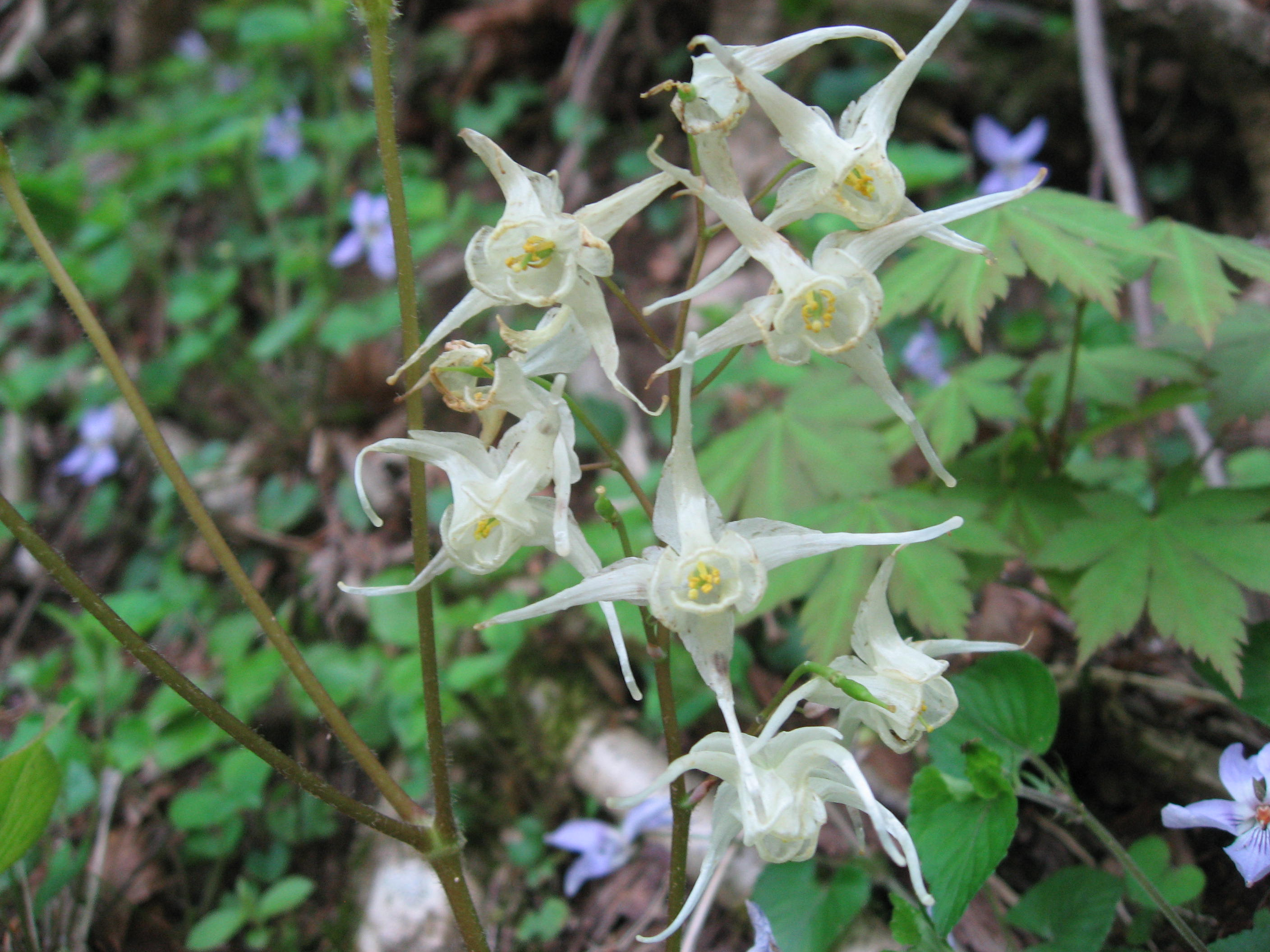